# Money Can't Buy
Money Can't Buy je bil koncert Kylie Minogue, na katerega so lahko prišli le povabljenci in ki so ga organizirali v sklopuj promocije njenega albuma Body Language (2003) v areni Hammersmith Apollo v Londonu, Anglija. Samo za pripravo odra za ta koncert so porabili milijon £, vstopnice pa niso bile na voljo za prodajo. Koncert so kasneje izdali na DVD-ju, in sicer pod imenom Body Language Live.

## Seznam pesmi
Akt 1: Pariz ponoči
- »Still Standing«
- »Red Blooded Woman«
- »On a Night Like This«  (vključuje elemente pesmi »Singin' in the Rain«)

Akt 2: Bardello
- »Breathe (vključuje elemente pesmi »Je t'aime«)
- »After Dark«
- »Chocolate«

Akt 3: Elektro
- »Can't Get You Out of My Head«
- »Slow«
- »Obsession«
- »In Your Eyes«

Akt 4: Na kolesu
- »Secret (Take You Home)«
- »Spinning Around«
- »Love at First Sight«

## EP
V omejeni izdaji je trgovina Target v Združenih državah Amerike izdala EP s tremi pesmimi.
Izdali so ga 10. februarja 2004 in ponujali so ga zastonj vsem kupcem albuma Body Language.

### Seznam pesmi
| Št.             | Naslov                                  | Dolžina |
| --------------- | --------------------------------------- | ------- |
| 1.              | „Can't Get You Out of My Head‟ (v živo) | 7:02    |
| 2.              | „Slow‟ (v živo)                         | 3:24    |
| 3.              | „Red Blooded Woman‟ (v živo)            | 4:22    |
| Skupna dolžina: | Skupna dolžina:                         | 14:48   |

## DVD
Kasneje so pod imenom Body Language Live izdali tudi DVD z dokumentarnim filmom o nastajanju koncerta, promocijskimi videospoti za pesmi »Slow«, »Chocolate« in »Red Blooded Woman«, galerijo fotografij in vizualnimi nastopi s pesmima »Slow« in »Chocolate«, posnetimi z več različnih kotov.
DVD je vključeval tudi PC ROM s spletno stranjo in ozadji za računalniške zaslone.
DVD je ob izidu postal drugi najbolje prodajani DVD v Mehiki tistega tedna in za 10.000 prodanih izvodov prejel zlato certifikacijo; ob izidu v Braziliji je samo v prvem tednu prodal 5.000 izvodov.